# Pierre Juvenet
Edme André Juvenet dit Pierre Juvenet, né le 9 mai 1881 à Lyon 3e (Rhône) et mort le 13 octobre 1951 à Neuilly-sur-Seine (Hauts-de-Seine), est un acteur français.

## Biographie
Mort à l'âge de 69 ans, Pierre Juvenet était marié à l'actrice Marthe Sarbel depuis juin 1922.

## Théâtre
- 1906 : Les Passagères d'Alfred Capus, théâtre de la Renaissance
- 1908 : Le Lys de Gaston Leroux, théâtre du Vaudeville
- 1909 : La Route d'émeraude de Jean Richepin d'après Eugène Demolder, théâtre du Vaudeville
- 1909 : La Petite Chocolatière de Paul Gavault, Théâtre de la Renaissance
- 1912 : Bel-Ami, de Fernand Nozière d'après Guy de Maupassant, rôle de Norbert de Varennes, Théâtre du Vaudeville, 23 février[2].
- 1913 : L'Épate d'Alfred Savoir, théâtre Femina
- 1914 : Madame d'Abel Hermant et Alfred Savoir, théâtre de la Porte-Saint-Martin
- 1918 : L'École des cocottes de Paul Armont et Marcel Gerbidon, Théâtre du Grand-Guignol
- 1921 : La Tendresse d'Henry Bataille, théâtre du Vaudeville
- 1922 : La Belle Angevine de Maurice Donnay et André Rivoire, théâtre des Variétés
- 1926 : Monsieur de Saint-Obin d'André Picard et Arnold Marsh Harwood, Théâtre des Mathurins[3]
- 1927 : Baccara de René Saunier, mise en scène Jules Berry, théâtre des Mathurins

## Filmographie
- 1912 : Les Plumes de paon de Henri Pouctal
- 1922 : L'Écuyère de Léonce Perret
- 1923 : Le Loup-garou de Jacques Roullet et Pierre Bressol – Nénesse
- 1927 : La Petite Fonctionnaire de Roger Goupillières – M. Lebardin
- 1928 : L'Argent – Jazz-bank de Marcel L'Herbier – Le baron Defrance
- 1928 : Autour de L'argent de Jean Dréville – court métrage filmé pendant le tournage du film précédent -
- 1928 : La nuit est à nous de Roger Lion - Sam Burtley
- 1929 : L'Appel de la chair de Roger Lion - Charley Lambert, le fils de Paul
- 1929 : Le Requin de Henri Chomette - L'avocat général
- 1929 : Amour de louve de Roger Lion - court métrage -
- 1929 : Un soir au Cocktail's bar de Roger Lion - moyen métrage - Le vieil homme
- 1929 : La Voix de sa maîtresse de Roger Goupillières - court métrage -
- 1930 : L'Enfant de l'amour de Marcel L'Herbier - Raymond
- 1930 : La Femme d'une nuit de Marcel L'Herbier
- 1930 : Le Mystère de la chambre jaune de Marcel L'Herbier - Le juge
- 1930 : Le Roi de Paris de Léo Mittler - Amoretti
- 1930 : La Tendresse de André Hugon - Jaligny
- 1930 : Eau, gaz et amour à tous les étages de Roger Lion - moyen métrage -
- 1930 : Marius à Paris de Roger Lion - Maître Bonichon, notaire
- 1931 : Le Joker de Erich Waschneck - M. Parker
- 1931 : Un soir, au front d'Alexandre Ryder - M. Lagarde
- 1931 : Vacances de Robert Boudrioz - M. Le Hublot-Mornac
- 1931 : Y'en a pas deux comme Angélique de Roger Lion - Le baron de Grivaudan
- 1931 : Allô... Allô... de Roger Lion - moyen métrage - Roland Petit
- 1931 : Être vedette de Emile G. De Meyst - court métrage -
- 1931 : Le Lit conjugal de Roger Lion - court métrage - L'oncle de Gilberte
- 1932 : L'Affaire Blaireau de Henry Wulschleger - Le maire
- 1932 : Bariole de Benno Vigny
- 1932 : Les Bleus de l'amour de Jean de Marguenat - Le président Brunin
- 1932 : Direct au cœur de Roger Lion et Arnaudy - Le premier journaliste
- 1932 : Le Mariage de Mlle Beulemans de Jean Choux - M. Delpierre, père
- 1932 : Mon curé chez les riches de E.B Donatien - M. Cousinet
- 1932 : Le Soir des rois ou Soyez les bienvenus de Jean Daumery - Le commandant Pic
- 1932 : Bouillabaisse de Roger Lion - court métrage -
- 1932 : Paradis d'amour de Maurice Windrow - court métrage -
- 1933 : Le Barbier de Séville de Hubert Bourlon et Jean Kemm - Bartholo
- 1933 : Cette nuit-là de Mark Sorkin - Le commissaire
- 1933 : Le Coucher de la mariée de Roger Lion
- 1933 : Mannequins de René Hervil - Le marquis
- 1933 : Pour être aimé de Jacques Tourneur - Costebrave
- 1933 : La Robe rouge de Jean de Marguenat - Le président des assises
- 1933 : Toi que j'adore de Geza Von Bolvary et Albert Valentin
- 1933 : Toto de Jacques Tourneur - Le présentateur du concours
- 1933 : Trois Balles dans la peau de Roger Lion - Pierre Duraleix
- 1933 : Une fois dans la vie de Max de Vaucorbeil - Le notaire
- 1934 : L'Aventurier de Marcel L'Herbier - Le préfet Dubar
- 1934 : L'École des contribuables de René Guissart
- 1934 : Fanatisme ou La Savelli de Gaston Ravel et Tony Lekain - Le duc de Morny
- 1934 : Maître Bolbec et son mari de Jacques Natanson - Kramsen
- 1934 : Prince de minuit de René Guissart - Rupert
- 1934 : Le Rosaire de Gaston Ravel et Tony Lekain - Firmin
- 1935 : Bourrachon de René Guissart - Cyprien Billard
- 1935 : Bout de chou de Henry Wulschleger - Le critique
- 1935 : Debout là-dedans ! de Henry Wulschleger - Le proviseur
- 1935 : Divine de Max Ophüls - Le policier
- 1935 : Dora Nelson de René Guissart - M. d’Aubigny
- 1935 : L'École des vierges de Pierre Weill
- 1935 : Gaspard de Besse d'André Hugon - Le juge des Saquettes
- 1935 : Paris mes amours de Alphonse-Lucien Blondeau - M. Challoupes
- 1935 : La Petite Sauvage ou Cupidon au pensionnat de Jean de Limur
- 1935 : Le Train d'amour de Pierre Weill - L'avocat
- 1935 : Un gros timide réalisation anonyme - court métrage -
- 1936 : L'Appel du silence de Léon Poirier - Le colonel
- 1936 : Marinella de Pierre Caron - M. Vautrat
- 1936 : Le Mari rêvé ou Achille ou Une vie de chien de Roger Capellani
- 1936 : Les Maris de ma femme de Maurice Cammage
- 1936 : Le Mioche ou Papa Prosper de Léonide Moguy - L'archevêque
- 1936 : Tout va très bien madame la marquise d'Henry Wulschleger
- 1937 : La Maison d'en face de Christian-Jaque
- 1937 : Boissière de Fernand Rivers
- 1937 : La Danseuse rouge ou La Chèvre aux pieds d'or de Jean-Paul Paulin
- 1937 : Êtes-vous jalouse ? d'Henri Chomette
- 1937 : Marthe Richard, au service de la France de Raymond Bernard - Un parlementaire
- 1937 : Monsieur Breloque a disparu de Robert Péguy
- 1937 : Nuits de feu de Marcel L'Herbier - Un invité
- 1937 : Nuits de prince de Vladimir Strijewski
- 1937 : Les Perles de la couronne de Sacha Guitry et Christian-Jaque - L'expert en joaillerie
- 1937 : Quatre Heures du matin de Fernand Rivers
- 1937 : Rendez-vous Champs-Élysées de Jacques Houssin
- 1938 : Adrienne Lecouvreur de Marcel L'Herbier - Le gouverneur
- 1938 : Alexis gentleman chauffeur de Max de Vaucorbeil - L'ambassadeur
- 1938 : Remontons les Champs-Élysées de Sacha Guitry - Le duc de Morny
- 1938 : Terre de feu de Marcel L'Herbier - Le procureur
- 1938 : Terra di fuoco de Marcel L'Herbier et Giorgio Ferroni - version italienne du film précédent - Le procureur
- 1938 : Un fichu métier de Pierre-Jean Ducis - L'ambassadeur
- 1938 : La Vie d'une autre - Stolen life de Paul Czinner - Le docteur
- 1939 : Visages de femmes de René Guissart - M. Péquinot
- 1939 : L'Émigrante de Léo Joannon - Le représentant de la compagnie
- 1941 : Feu sacré de Maurice Cloche
- 1942 : La Vie de bohème de Marcel L'Herbier
- 1943 : La Cavalcade des heures d'Yvan Noé - Le serveur
- 1945 : 120, rue de la Gare de Jacques Daniel-Norman - M. Montbrison
- 1946 : Fille du diable d'Henri Decoin - Le curé
- 1945 : Tant que je vivrai de Jacques de Baroncelli - Le docteur Monnier
- 1946 : Les Aventures de Casanova de Jean Boyer - film tourné en deux époques - L'aubergiste de Boulogne
- 1946 : Le Bateau à soupe de Maurice Gleize - M. Mahut
- 1946 : Pas un mot à la reine mère de Maurice Cloche - Vladimir XIV
- 1946 : Macadam de Marcel Blistène - sous réserve
- 1947 : Non coupable de Henri Decoin - Le notaire
- 1947 : Si jeunesse savait d'André Cerf - Bajaudel
- 1948 : Clochemerle de Pierre Chenal - Le préfet
- 1948 : Bal Cupidon de Marc-Gilbert Sauvajon - Le président Chanu
- 1948 : Ces dames aux chapeaux verts de Fernand Rivers - M. de Fleurville
- 1948 : Gigi de Jacqueline Audry - M. Lachaille
- 1948 : Halte... Police ! de Jacques Séverac - Le commissaire principal
- 1948 : Le Secret de Mayerling de Jean Delannoy - Un chirurgien
- 1948 : Les souvenirs ne sont pas à vendre de Robert Hennion - Un locataire
- 1949 : Le Furet ou Crimes à vendre de Raymond Leboursier
- 1949 : L'Homme aux mains d'argile de Léon Mathot - Le représentant de la ligue de Jéhovah
- 1949 : Le Trésor de Cantenac de Sacha Guitry - Urbain
- 1949 : La Valse de Paris de Marcel Achard - Le témoin
- 1950 : Ma pomme de Marc-Gilbert Sauvajon - Le président

## Distinctions
- Chevalier de la Légion d'honneur, au titre du ministre de la Guerre (décret du 28 décembre 1921). Parrain : le général de division Tranchand, commandant la Place de Paris.
- Officier de la Légion d'honneur, au titre du ministre de la Guerre (décret du 16 décembre 1937). Parrain : le général de division Victor Bourret, gouverneur militaire de Paris.
- Officier de l'Instruction publique (Officier de l'Instruction publique).
- Commandeur de l'ordre du Nicham Iftikar.